# Sematophyllum subbrachycarpum
Sematophyllum subbrachycarpum är en bladmossart som beskrevs av Mitten 1869. Sematophyllum subbrachycarpum ingår i släktet Sematophyllum och familjen Sematophyllaceae. Inga underarter finns listade i Catalogue of Life.